# سايلنت هيل: بوك أوف ميموريز
سايلنت هيل: بوك أوف ميموريز (بالإنجليزية: Silent Hill: Book of Memories)‏، هي لعبة فيديو أمريكية من نوع رعب البقاء وحركة، وهي من تطوير واي فوروارد، ومن نشر شركة كونامي اليابانية، صدرت اللعبة في الأسواق سنة 2012، وتعمل حصرياً على جهاز بلاي ستيشن فيتا المحمول.